# Brendan Filone
Brendan Filone je fiktivni lik iz HBO-ove televizijske serije Obitelj Soprano kojeg je glumio Anthony DeSando.

## Pregled
Brendan Filone je bio prijatelj i partner Christophera Moltisantija te suradnik Tonyja Soprana. U epizodi "46 Long", Brendan i Christopher oteli su kamion Comley Truckinga i ukrali veliki broj DVD playera. Comley Trucking je bio pod zaštitom Juniora Soprana, koji je zahtijevao odmazdu. Na sastanku Stric Junior kaže Tonyju da obuzda Brendana i Christophera. U noćnom klubu, Brendan pokuša nagovoriti Christophera da zanemari Tonyjeve i Juniorove upute jer je obojici onemogućen napredak u obiteljskoj hijerarhiji. Sljedećeg jutra, Brendan nagovara Christophera da se pripremi za sljedeći pothvat, krađu kamiona punog talijanskih odijela. Christopher mu kaže kako je odlučio poslušati upute.
Ovisnik o metamfetaminu koji nije u stanju poslušati zapovijed, Brendan je ovaj put oteo kamion s dvojicom suradnika. Pritom je vozač ustrijeljen i ubijen kad je jedan od suradnika ispustio pištolj. Nakon što je Tony saznao za ovaj nesretni slučaj, Tony Christopheru i Brendanu održi lekciju o liderstvu te im naređuje da vrate kamion. Međutim, Junior nije zadovoljan te potraži savjet kod Mikeyja Palmicea i Livije Soprano. Junior nakon toga naređuje da se izvrši lažna Christopherova likvidacija - i stvarna Brendanova. Filonea u kadi točno u oko ustrijeli Juniorov krvnik Mikey Palmice.

## Ubojstva koja je počinio Filone
- Hector Anthony - ustrijeljen tijekom propale pljačke kamiona koju je planirao Filone. (1999.)

## Vanjske poveznice
- Brendan Filone u internetskoj bazi filmova IMDb-u